# 头寨子镇
头寨子镇，是中华人民共和国甘肃省白银市会宁县下辖的一个乡镇级行政单位。

## 行政区划
头寨子镇下辖以下地区：
祥麟苑社区、三百户村、共丰村、小寨子村、成牟家村、头寨子村、牛家河村、马家堡村、中湾村、香林山村、牛门洞村、塬边村、八岔村、坪岔村、双坪村和老鸦村。